# Судзукі Норіо
Норіо Судзукі (яп. 鈴木 規郎, нар. 14 лютого 1984, Тіба) — японський футболіст, що грав на позиції півзахисника.
Виступав, зокрема, за клуб «Токіо», а також молодіжну збірну Японії.

## Клубна кар'єра
У дорослому футболі дебютував 2002 року виступами за команду клубу «Токіо», в якій провів шість сезонів, взявши участь у 100 матчах чемпіонату. 
Згодом з 2008 по 2014 рік грав у складі команд клубів «Віссел» (Кобе), французького «Анже», «Омія Ардія» та «Вегалта Сендай».
Завершив професійну ігрову кар'єру у філіппінському клубі «Глобал», за команду якого виступав протягом 2015 року.

## Виступи за збірну
Протягом 2002–2003 років залучався до складу молодіжної збірної Японії. У її складі був учасником молодіжного чемпіонату світу 2003 року. На молодіжному рівні зіграв у 6 офіційних матчах.